# A Fővárosi Nagycirkusz 2008-as évadja
Ez a szócikk a Fővárosi Nagycirkuszhoz kapcsolódó fejezet.
A Fővárosi Nagycirkusz 2008-es évadja január 24-én kezdődött és 2009. január 4-én ért véget. Összesen három előadást tűztek műsorra, valamint hetedik alkalommal került megrendezésre a Budapesti Nemzetközi Cirkuszfesztivál.

## Az évad bemutatói
| Az előadás címe                          | Szezon      | Premier előadás   | Utolsó előadás      | Megjegyzés                                               |
| ---------------------------------------- | ----------- | ----------------- | ------------------- | -------------------------------------------------------- |
| 7. Budapesti Nemzetközi Cirkuszfesztivál | fesztivál   | 2008. január 24.  | 2008. január 28.    | A Budapesti Nemzetközi Cirkuszfesztivál hetedik versenye |
| Fesztivál Plussz...                      | tél         | 2008. február 2.  | 2008. március 31.   | A 7. fesztivál válogatásműsora                           |
| Cirkuszparádé                            | tavasz–nyár | 2008. május 5.    | 2008. augusztus 31. | Klasszikus cirkuszi előadás                              |
| Ritmus Cirkusz                           | ősz         | 2008. október 19. | 2009. január 4.     | Újcirkuszi előadás                                       |

## Fesztivál Plussz...

### Műsorrend
1. rész
1. Zuma-Zuma csoport – ugróakrobaták (Kenya)
2. Elena Privalova – hullahopp
3. Sztaritov és Kotov – bohóctréfa (Oroszország)
4. Krenzola – kisállat revü (Németország)
5. Szvetlana és Dimitrij – légi szerelem
6. Shan'Xi akrobatacsoport (Kína)
7. Pakucza – erőművész (Magyarország)

2. rész
1. Flying Way csoport – akrobatika a forgó rúdon
2. Krenzola – kacsák szabadidomítása (Németország)
3. Kristóf Krisztián – zsonglőr (Magyarország)
4. Szvetlana Belona – hajlékony kézegyensúlyozó (Oroszország)
5. Sztarikov és Kotov – bohóctréfa (Oroszország)
6. Peking csoport – egyensúlyozás görgőkön (Kína)

## Cirkuszparádé

### Műsorrend
1. rész
1. Cristina Togni – póni és lovak karikában
2. Alex csoport – piramis lovakon
3. 2 Eötvös – zsonglőrök
4. Davis Vasallo – bohóctréfa
5. Rolling Wheel's – akrobaták a gördülő keréken
6. Bungee's – légi akrobatika
7. Allison Togni – légi és lovas pas de deux
8. Hans Ludwig Suppmeier – lovak szabadidomítása

2. rész
1. Hans Ludwig Suppmeier – fehér és rózsaszín tigrisek idomítása
2. Davis Vassallo – humor a drótkötélen
3. 7 Magyar – ugródeszka akrobaták
4. Christina, Jessica és Hans – magasiskola lóháton
5. Silver Power – statikus akrobaták
6. Davis Vasallo – bohóctréfa
7. Joannes Togni – elefántidomítás

## Ritmus Cirkusz

### Műsorrend
1. rész
1. Demjén Natália – az égi dal
2. HuNKuN DaNCe – takarítok
3. Zeman Károly – manézs buli (BMX-szám)
4. Bondor István – a részeges éjjeliőr
5. Méhes Csaba – pisztráng 5-ös
6. Frantzusov család – hernyó fantázia
7. Universade magyar válogatott – RG
8. HuNKuN DaNCe – balett
9. Bob Gvozdetskyi – emlékek (kézegyensúlyozó)
10. Liao és Zheng – pas de deux

2. rész
1. Bondor István – éjjeliőr a fakír
2. Luis Castagno – latin gettó
3. Méhes Csaba – tűzoltó
4. Tatyana Konobas – nosztalgia (fitness labdaszám)
5. Méhes Csaba – halacska
6. Kiss Kata – halászlány (hálószám)
7. Bondor István és Méhes Csaba – western story
8. Huang Yang – lengőkötél
9. Edward Frantsuzov – zsonglőr
10. Quinterion, HuNKuN DaNCe és Demjén Natália – finálé